# Riefensberg
Riefensberg – gmina w Austrii, w kraju związkowym Vorarlberg, w powiecie Bregencja. Według Austriackiego Urzędu Statystycznego liczyła 1033 mieszkańców (1 stycznia 2015).